# Кютаг'я (аеропорт)
Аеропорт Кютаг'я або Аеропорт Зафер (IATA: KZR, ICAO: LTBZ) (тур. Zafer Havalimanı) — міжнародний регіональний аеропорт, який обслуговує міста Кютаг'я, Афьонкарагісар, Ушак. 
Аеропорт відкрито 25 листопада 2012 року 

## Розташування
Аеропорт розташований у селі Куючак району Алтинташ за 41 км SSE від Кютаг’я, 59 км від Афьонкарагісара, 103 км до Ушака та 113 км до Ескішехіру. 

## Опис
22 квітня 2011 року розпочато будівництво аеропорту. 
Він був побудований будівельною компанією IC İçtaş за 18 місяців і фінансувався за принципом «будівництво–експлуатація–передача». 

 
Кошторисна вартість будівництва — ₺ 155 мільйонів (приблизно 91 мільйон доларів США) і експлуатуватиметься холдингом IC İçtaş до 2044 року. 

Об’єкт із загальною закритою площею 27 000 м² побудований на землі площею 370 га.

### Термінал
Єдина будівля термінала площею 17 600 м²  призначена як для внутрішніх, так і для міжнародних пасажирських перевезень. 
У будівлі є 19 стійок реєстрації та чотири гейти. 
Міжнародні пасажири обслуговуються у восьми пунктах пропуску. 
У залі прибуття є чотири багажні каруселі. 
Річний планований пасажирообіг аеропорту — два мільйони пасажирів. 

Паркінг розрахований на 87 автомобілів і вісім автобусів. 

### Злітно-посадкова смуга
Довжина злітно-посадкової смуги аеропорту становить 3000 м, а ширина - 45 м. 
Рампа аеропорту дозволяє паркувати п'ять літаків одночасно. 

## Авіалінії та напрямки, серпень 2023
| Авіакомпанія     | Пункт призначення                           |
| ---------------- | ------------------------------------------- |
| Eurowings        | Сезонний: Кельн/Бонн, Дюссельдорф, Штутгарт |
| Pegasus Airlines | Сезонний: Дюссельдорф,                      |
| SunExpress       | Сезонний: Дюссельдорф                       |
| Turkish Airlines | Стамбул                                     |

## Статистика
Див. джерело запитів Вікіданих та джерела.